# آلیز کرتس
آلیز کرتس (به مجاری: Kertész Alíz) (زادهٔ ۱۷ نوامبر ۱۹۳۵ در بوداپست) ژیمناست اهل مجارستان است. او در المپیک ملبورن (۱۹۵۶) برندهٔ یک مدال طلا و یک مدال نقره شد.